# Rue des Maréchaux
La rue des Maréchaux est une voie de la commune de Nancy, dans le département de Meurthe-et-Moselle, en région Lorraine. C'est une rue piétonne ayant la particularité d'héberger un grand nombre de restaurants, raison pour laquelle elle est surnommée rue gourmande.

## Situation et accès
La rue des Maréchaux est une rue piétonne située dans la vieille ville de Nancy, à proximité de la place Stanislas et de la place de la Carrière, au sein du quartier administratif Ville Vieille - Léopold.
Elle débute près de la place Vaudémont, au no 1 de la Grande-Rue, pour se terminer à une centaine de mètres à l'ouest, au niveau du no 12 de la rue d'Amerval. Sur la fin de son tracé, elle longe la place Lafayette.
Elle est parallèle aux rues Callot et Gustave-Simon.

## Origine du nom
La rue des Maréchaux est ainsi nommée, suivant les uns, à cause des trois maréchaleries établies dans cette rue dès le XVIe siècle, ou, suivant d'autres, en souvenir de la maréchaussée lorraine.

## Historique
Après avoir porté les noms de « rue de Callebray » ou « rue de Callebras », elle devient en 1551 « rue des Febvres », « rue des Marchaulx » et depuis 1700, « rue des Maréchaux ».
Callebray, dont elle tire son ancien nom, était un hôtelier qui vivait dans cette rue, dans la seconde moitié du XVe siècle.
Elle a été rénovée, et notamment pavée, en 2012-2013.

## Bâtiments remarquables et lieux de mémoire

### Maison natale du père de Victor Hugo
Le général d'empire Joseph Léopold Sigisbert Hugo, père de Victor Hugo, est né au no 29 de cette rue le 15 novembre 1773, dans une maison achetée le 17 septembre 1768 par son père menuisier,. Hubert Juin, biographie de Victor Hugo, en fait la description suivante, : « Dans la maison du 29 de la rue des Maréchaux, dans le quartier dit la « Ville-Vieille », étendu en longueur entre la place Vaudémont et la place La Fayette, dans ces rues sombres vouées aux échoppes et aux ateliers, naîtra Joseph-Léopold-Sigisbert ».
En 1902, pour le centenaire de la naissance de Victor Hugo, la ville de Nancy a posé une plaque commémorative provisoire sur la façade de cette maison, et a demandé à l'Association des artistes lorrains de charger un de ses membres de concevoir une plaque définitive ; c'est Alfred Finot qui fut choisi, et sa plaque est toujours visible.

### La «rue gourmande»
La rue doit sa notoriété à la spécificité qu'elle présente : une grande densité de restaurants, qui occupent presque tous les rez-de-chaussée disponibles. C'est pour cette raison que les Nancéiens la surnomment « rue gourmande ». Ainsi en 2018, c'était une vingtaine d'établissements qui y étaient domiciliés. En 2002, ils servaient 2 000 couverts par jour. L'Os à moelle, implanté au no 22 depuis 1984, en est devenu la locomotive avec 90 places en salle et 60 en terrasse.

### Statues
Sur la façade à l'angle de la rue des Maréchaux et de la Grande-Rue se trouve une statue représentant deux putti (angelots) enlacés, en raison de l'ancien hôtel des Deux Jumeaux qui s'y trouvait,.
À l'autre extrémité de la rue des Maréchaux, sur la place Lafayette, s'élève une statue équestre de Jeanne d'Arc par Emmanuel Frémiet.

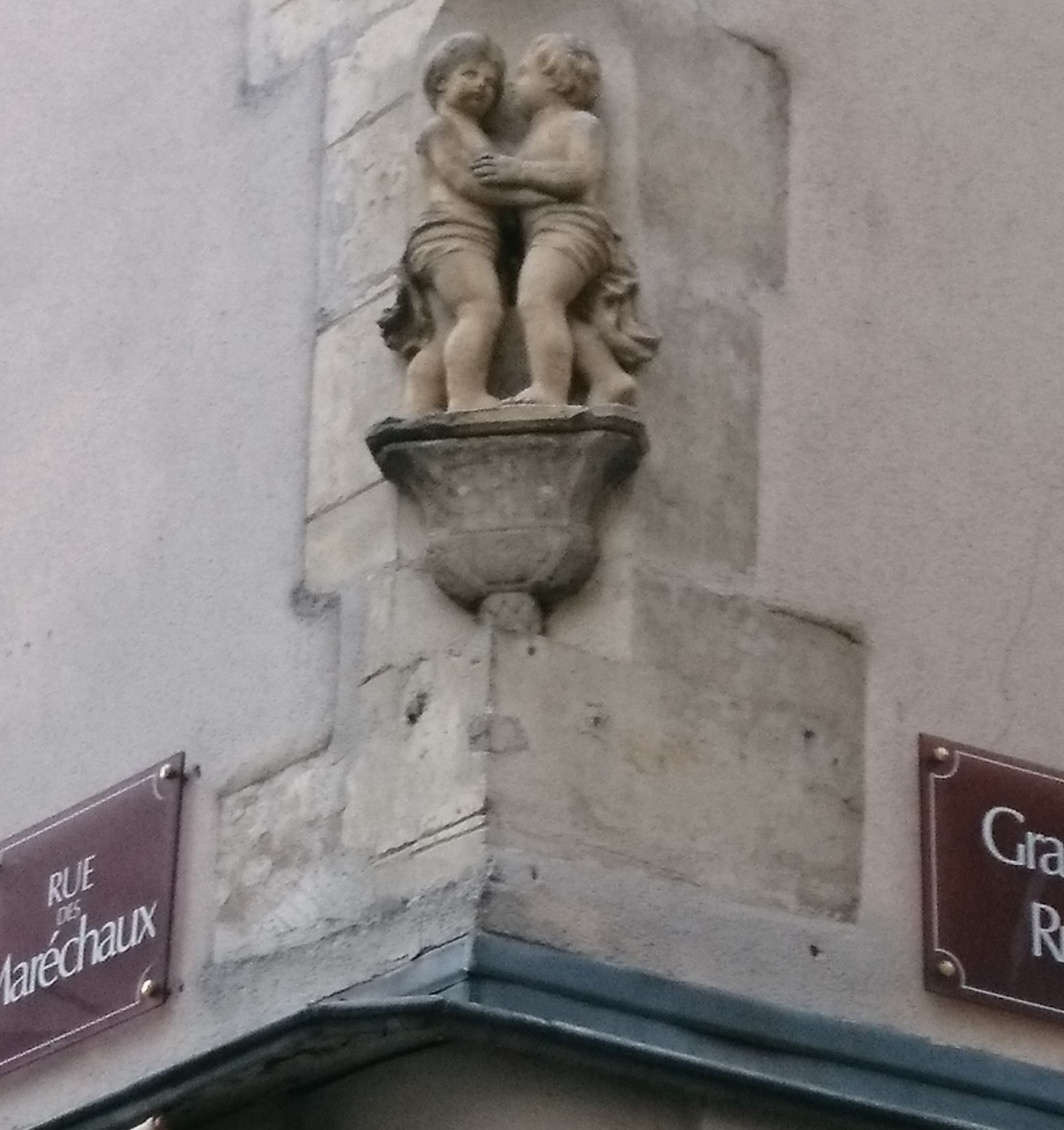
Statue des deux angelots.
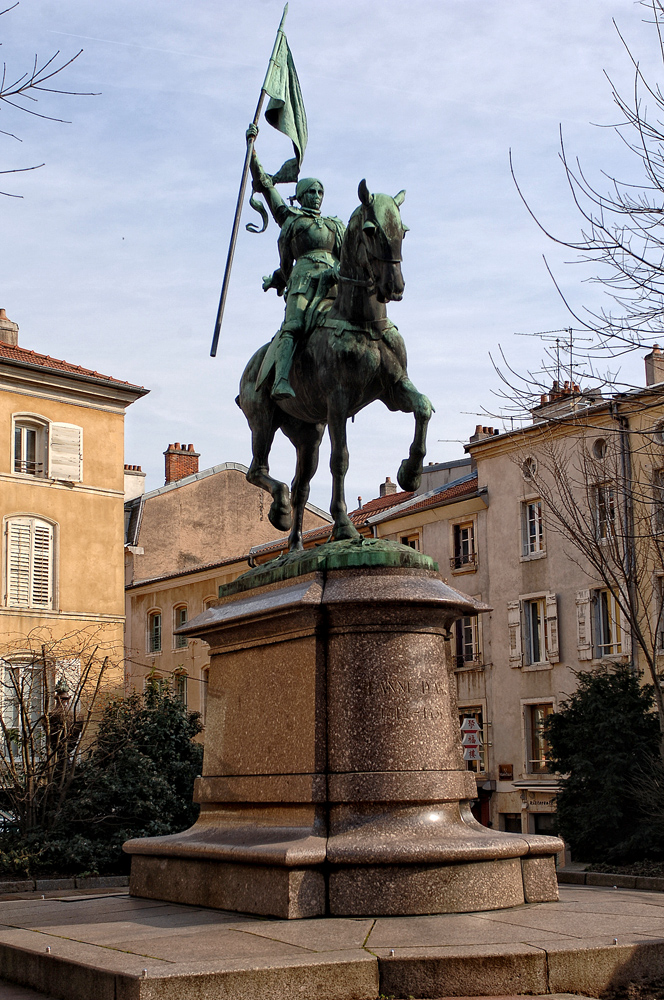
Statue équestre de Jeanne d'Arc.